# Still (Macy Gray)
Still è un singolo della cantante  statunitense Macy Gray, pubblicato il 13 marzo 2000 come terzo estratto dall'album On How Life Is.

## Tracce
CD Singolo
Testi e musiche di Macy Gray.
1. Still – 4:16
2. I Try – 4:01
3. I Try (Grand Style Mix) – 4:54

## Classifiche

### Classifiche settimanali
| Classifica (2000) | Posizione massima |
| ----------------- | ----------------- |
| Australia         | 21                |
| Belgio (Fiandre)  | 62                |
| Germania          | 92                |
| Irlanda           | 30                |
| Nuova Zelanda     | 8                 |
| Paesi Bassi       | 90                |
| Regno Unito       | 18                |

### Classifiche di fine anno
| Classifica (2000) | Posizione |
| ----------------- | --------- |
| Nuova Zelanda     | 25        |